# Quinto Cecina Primo
Quinto Cecina Primo (em latim: Quintus Caecina Primus) foi um senador romano nomeado cônsul sufecto em 53 com Públio Trebônio e Públio Calvísio Rusão. É oriundo de uma família etrusca de Volterra. 